# ناس من ورق (مسرحية)
مسرحية ناس من ورق مسرحية لبنانية بطولة فيروز. قدمت عام 1972.
تحكى المسرحية عن فرقة ماريا المسرحية التي تتجول بين المدن حتى تصل إلى مدينة ستبدأ فيها الانتخابات قريبا، وبسبب اجتماع الناس حول الفرقة قرر المرشح نفسه ان يخيفهم.

## أغاني المسرحية
- رجعت ليالي زمان
- غيروا
- يا انا يا انا
- دقيت
- شو بيبقى من الرواية
- هيلا يا واسع[2]